# Hospitalstiftung

Siegel der Hospitalstiftung Kaufbeuren mit der Taube (Symbol für den Heiligen Geist)

Eine Hospitalstiftung ist eine Stiftung, deren Stiftungszweck die Errichtung und den Betrieb eines Hospitals (hospitium) meist in Zusammenhang mit einer Spitalkirche vorsieht.

## Geschichte
Nach alter Überlieferung gilt das im Jahr 917 von der Edelfrau Winpurc in Wemding für Arme und Reisende gegründete hospitium als älteste Hospitalstiftung in Deutschland. Dazu gehörte auch eine kleine Kirche. Die jetzige Spitalkirche Mariä Geburt wurde 1380 geweiht. Heute weist die Hospitalstiftung Wemding Sozialwohnungsanlagen und Grundbesitz aus, darunter 159 Hektar Waldbesitz.
Die heute noch existierenden Hospitalstiftungen entstanden in ihrer überwiegenden Zahl bereits im Mittelalter. Neben den klösterlichen Spitälern und denen der Spitalorden wie beispielsweise des Johanniterordens entwickelten sich insbesondere in den wachsenden Städten seit dem Beginn des 12. Jahrhunderts bruderschaftlich organisierte Spitäler. Diese wurden häufig von Edelleuten oder begüterten Bürgern gestiftet, die sich damit ewiges Seelenheil nach ihrem Tode sichern wollten.

## Widmungen
Besonders häufig wurden Hospitalstiftungen im 13. Jahrhundert dem Heiligen Geist gewidmet, aber auch Heilige, wie die Heilige Katharina, wurden als Namenspatrone eingesetzt. Die Katharinenspitäler in Regensburg, Bamberg und Forchheim sind Beispiele für heute noch bestehende Hospitalstiftungen aus dieser Tradition. Hospitalstiftungen zum Heiligen Geist mit einem noch existierenden Heilig-Geist-Spital gibt es beispielsweise in den bayerischen Städten Kaufbeuren., Landsberg am Lech, Freising, Eichstätt oder Landshut.
Nicht alle Hospitalstiftungen und Heilig-Geist-Spitäler haben ihren ursprünglichen Stiftungszweck bis in die Gegenwart erhalten.

## Bedeutung
Die meisten Hospitalstiftungen entwickelten sich über die Jahrhunderte zu bedeutenden Grundbesitzern in ihren Städten und deren Umland. Mit dem Grundbesitz erwarben sich die Stiftungen oft Herrschaftsrechte wie beispielsweise die Blutgerichtsbarkeit. Ihren bisweilen ausgedehnten Grundbesitz konnten einige Hospitalstiftungen bis in die Gegenwart erhalten. So verfügt beispielsweise die Hospitalstiftung zum Heiligen Geist in Kaufbeuren über 500 Hektar Wald. Die Würzburger Stiftung Bürgerspital zum Heiligen Geist (gegründet 1316) besitzt ein eigenes Weingut. Viele Hospitalstiftungen betreiben auch heute soziale Einrichtungen wie Alten- und Pflegeheime, Krankenhäuser oder Seniorenzentren. Ein Beispiel hierfür ist die Hospitalstiftung Hof.